# Marc Okrand
Marc Okrand (Los Angeles, 3 luglio 1948) è un glottoteta statunitense.
È stato il creatore di lingue artificiali come il klingon e l'atlantiano.
È uno dei librettisti dell'opera in klingon ’u’.

## Biografia
I primi studi di Okrand riguardavano i linguaggi dei nativi americani. La sua tesi di dottorato nel 1977, presso l'Università della California - Berkeley, riguardava la grammatica Mutsun, un dialetto dell'Ohlone (noto anche come Costano del sud), un linguaggio ormai estinto inizialmente parlato dalla popolazione indigena californiana.
Dal 1975 al 1978 ha insegnato presso l'Università della California - Santa Barbara.
Il suo primo contatto con il mondo di Star Trek è avvenuto in occasione della produzione del film Star Trek II: L'ira di Khan (Star Trek II: The Wrath of Khan), dove la Paramount Pictures lo assunse per ridoppiare in lingua vulcaniana alcuni dialoghi, essendo le scene già state riprese in inglese.

Nel 1984, assieme a James Doohan, ha sviluppato il linguaggio klingon, prendendo spunto dai linguaggi indigeni della California, e istruito gli attori per i film Star Trek III: alla ricerca di Spock (Star Trek III: The Search for Spock), Star Trek V: L'ultima frontiera (Star Trek V: The Final Frontier) e Star Trek VI: Rotta verso l'ignoto (Star Trek VI: The Undiscovered Country).

Il suo lavoro è stato poi pubblicato nel 1985 in The Klingon Dictionary (in Italia Dizionario Klingon, edito da Fanucci nel 1998), seguìto nel 1992 da The Klingon Way, un saggio sulla cultura klingon attraverso proverbi e modi di dire tratti dagli episodi di Star Trek.
Nel 2001 ha creato l'atlantiano per il film Disney Atlantis, l'impero perduto.

## Filmografia
- Star Trek II: L'ira di Khan (1982) (consulente dialoghi vulcaniani)
- Star Trek III: Alla ricerca di Spock (1984) (consulente dialoghi klingon)
- Star Trek V: L'ultima frontiera (1989) (consulente dialoghi klingon)
- Star Trek VI: Rotta verso l'ignoto (1991) (consulente dialoghi klingon)
- The Journey Inside (1994) (consulente linguaggi alieni)
- Star Trek: Klingon honor guard (1996) (videogioco) (consulente dialoghi klingon)
- Atlantis, l'impero perduto (2001) (creatore linguaggio atlantiano)

## Opere
- The Klingon Dictionary, 1985, ISBN 0-671-74559-X

Il dizionario Klingon - Italiano/Klingon Klingon/Italiano, Fanucci, 1998, ISBN 88-347-0643-9
- The Klingon Way, New York (NY) USA, Pocket Books, 1996, ISBN 0-671-53755-5
- Klingon for the Galactic Traveler, New York (NY) USA, Pocket Books, 1997, ISBN 0-671-00995-8